# Georgi Baew
Georgi Dimitrow Baew (gebräuchliche Transkription: Georgi Dimitrov Baev, bulgarisch Георги Димитров Баев; * 9. November 1924 in Burgas; † 18. Februar 2007 ebenda) war ein bulgarischer Maler des Manierismus.

## Leben
Baew studierte Malerei bei Ilija Petrow und Detscko Ussunow an der Nationalen Akademie der Schönen Künste in Sofia. Nach seinem Abschluss 1949 kehrte es nach Burgas zurück, wo er bis 1960 am Puppentheater als Graphiker und Bühnenmaler tätig war. In der Zwischenzeit wurde er 1957 durch seine Teilnahme am 6. internationalen Jugendfestival in Moskau auch international bekannt. Darauf folgten mehrere selbstständige und Gruppenausstellungen im Inland und Ausland. Er wurde Mitglied der Vereinigung der bulgarischen Maler, des Kunstvereins Burgas, des Wiener Künstlerhauses sowie der japanischen Künstlervereinigung Nika-kai. 1983 wurde sein Atelier von der bulgarischen Staatssicherheit im Brand gesetzt und eine Mehrzahl von Werken vernichtet. Den Brand verarbeitet er in den Bildern »Agresija«, »Apokalisys sega«, »Ein Tag nach der Atombombe« und weiteren.
Baew wurde als Abgeordneter in der Siebenten Großen Nationalversammlung (1990–1991) von der Liste der Union der Demokratischen Kräfte (UDK) gewählt. Er war einer der 39 Abgeordneten der UDK, die gegen die Verabschiedung der neuen bulgarischen Verfassung 1991 protestierten und aus der Versammlung austraten.

## Auszeichnungen
- 1986 Herder-Preis
- 1998 Ehrenbürger der Stadt Burgas
- Zweifacher Träger des Ordens der Heiligen Kyrill und Methodius, 1. Stufe
- Orden „Volksrepublik Bulgarien“, 2. Stufe
- Orden Georgi Dimitrow